# Неукротимите
„Неукротимите“ (на китайски: 陈情令, Chén Qíng Lìng; на английски: The Untamed) е китайски сериал, който се излъчва от 27 юни до 29 август 2019 г. по Tencent Video.

## Сюжет
Внимание:  Текстът по-долу разкрива сюжета на произведението (или части от него)!
Уей Лушиан, отвращаващ се култиватор на тъмни и демонични изкуства, възкръсва 16 години по-късно след трагичната му смърт. Завръщането му в света го кара да се събере с хората в първия му живот, включително неговата сродна душа, почитания Лан Уанджи. След това Уей Лушиан започва да си спомня времето си преди смъртта си преди 16 години, от началото си като млад култиватор до спускането си до тъмната магия.

## Актьори
- Сяо Жан – Уей Лушиан/Мо Шуаню
- Уанг Ибо – Лан Уанджи